# Caupolicana curvipes
Caupolicana curvipes là một loài Hymenoptera trong họ Colletidae. Loài này được Friese mô tả khoa học năm 1898.